# Apamea ferrea
Apamea ferrea är en fjärilsart som beskrevs av Rudolf Püngeler 1906. Apamea ferrea ingår i släktet Apamea och familjen nattflyn. Inga underarter finns listade i Catalogue of Life.